# Płakowice

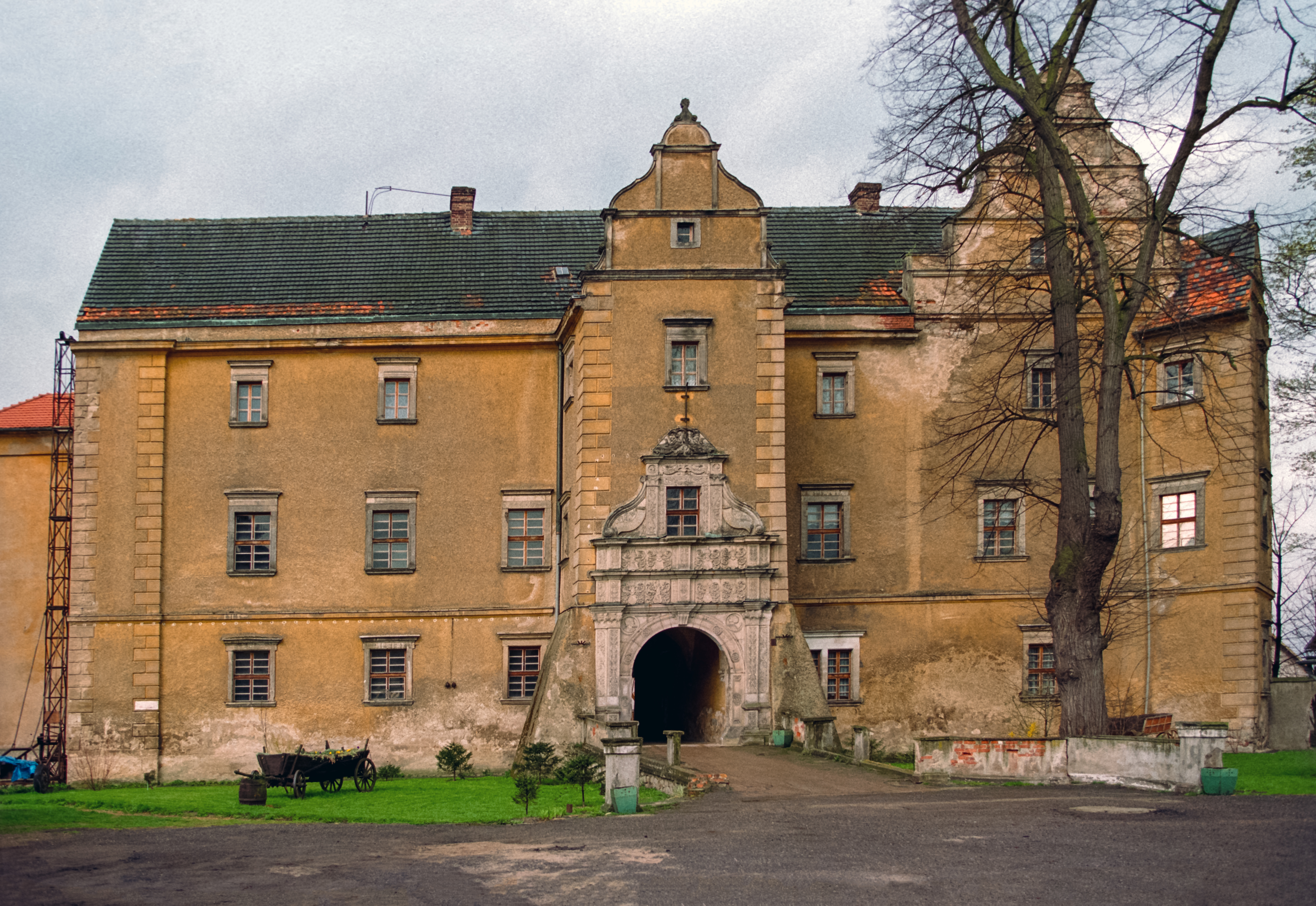
Schloss Plagwitz

Płakowice (deutsch: Plagwitz) ist ein Stadtteil von Lwówek Śląski in der Stadt- und Landgemeinde Lwówek Śląski im Powiat Lwówecki der Woiwodschaft Niederschlesien in Polen.

## Geographie
Der Ort liegt drei Kilometer östlich von Lwówek Śląski am Bach Widnica.

## Geschichte
Die erste urkundliche Erwähnung von Plagwitz erfolgte 1209, als Herzog Heinrich I. der Stadt Löwenberg die Gerichtsbarkeit über das Dorf bestätigte. Im Jahre 1330 waren Seyfried und Nicol von Raussendorf Besitzer des Gutes. 1346 erhielt die Löwenberger Pfarrkirche St. Maria einen Teil von Plagwitz als Schenkung. In den Hussitenkriegen verwüsteten die Hussiten 1427 den Ort. Seit 1475 gehörte Plagwitz den Herren von Talkenberg. Zwischen 1550 und 1562 erfolgte der Bau des Schlosses für Rampholt von Talkenberg. Zu Beginn des 17. Jahrhunderts erwarben die Herren von Schaffgotsch das Gut.
Von 1816 bis 1945 gehörte Plagwitz zum Landkreis Löwenberg in Schlesien. Die Provinz Schlesien betrieb hier eine Heil- und Pflegeanstalt.
In der Nacht vom 8. zum 9. Juli 1905 brannte die Windmühle ab; in den Trümmern wurde die Leiche des ermordeten Müllers Knappe gefunden. Die Ermittlungen ergaben, dass der Raubmord durch Knappes Bediensteten August Sternickel  mit den Komplizen Reinhold und Wilhelm Pietsch verübt worden war. Im Jahre 1939 lebten in Plagwitz 1868 Menschen.
Als Folge des Zweiten Weltkriegs fiel Plagwitz 1945 mit dem größten Teil Schlesiens an Polen. Nachfolgend wurde es in Płakowice umbenannt. Die deutsche Bevölkerung wurde, soweit sie nicht schon vorher geflohen war, weitgehend vertrieben. Die neu angesiedelten Bewohner waren teilweise Zwangsumgesiedelte aus Ostpolen, das an die Sowjetunion gefallen war.

## Sehenswürdigkeiten
- Schloss Plagwitz

## Söhne und Töchter des Ortes
- Gottfried Hoffmann (1658–1712), evangelischer Pädagoge und Kirchenliederdichter
- Otto Lummitzsch (1886–1962), Gründer der Technischen Nothilfe und des Technischen Hilfswerks
- Rudolf Scholz (1939–2019), Journalist und Schriftsteller
- Klaus Sandler (1945–1984), Schriftsteller, Herausgeber und Verleger österreichischer Literatur in St. Pölten